# Campeonato de España de Velocidad
Il Campeonato de España de Velocidad (CEV), anche conosciuto come JuniorGP World Championship, è il massimo campionato motociclistico nazionale spagnolo, creato dalla Real Federación Motociclista Española.

## Storia
La prima edizione del CEV si svolse nel 1915, con la vittoria di Rodrigo Díaz nella categoria 350cc e di Rodolfo Cardenal nella 500cc.
Dopo la sospensione forzata del campionato dal 1936 al 1940, a causa della Guerra civile, torna nel 1941 col suo classico ritmo annuale, e dal 1950 ne viene modificato il formato, introducendo le varie classi presenti anche nel motomondiale: 125, 250, 350, 500 e sidecar, compresa una categoria per le moto di cilindrata 100cc.
Dopo che per vari anni il campionato si è disputato su prova singola, disputata su circuiti a rotazione, dal 1950 si è passati ad un campionato disputato su prove multiple, seguendo le regole del motomondiale per quanto riguarda le classi in competizione.
Le categorie più affollate sono sempre state quelle di cilindrata minore, sia per la presenza di case motociclistiche spagnole specializzate appunto in quella tipologia di motociclette, sia per il fatto che le gare si disputavano perlopiù su circuiti non permanenti dove non era facile garantire la sicurezza per le moto più potenti.
Negli anni '70 si imposero piloti destinati a ottenere anche risultati importanti nel motomondiale, come Ángel Nieto, Benjamín Grau e Ricardo Tormo.
Una data importante è quella del 1998, quando la Dorna Sports diventa il promotore del campionato e inizia la partecipazione anche di vari piloti di nazionalità non spagnola. Inizialmente le classi in gara sono la classe 125, la classe 250, la Supersport e la Fórmula Extreme.
Nel 2009 la Supersport disputa sua ultima stagione e contestualmente avviene il debutto della Moto2, in maniera sperimentale. Nell'anno seguente (2010), la categoria Moto2 diventa definitivamente una delle classi all'interno del CEV, seguendo quanto avvenne nel motomondiale. Sempre nel 2010 la categoria 1000cc cambia nome, diventando da Fórmula Extreme a Stock Extreme. Nel 2011 avviene il debutto della Moto3, introdotta in via sperimentale, per poi divenire ufficiale nel 2012. Nel 2014, la categoria Stock Extreme viene soppressa, al suo posto viene introdotta la Superbike.

## Albo d'oro
- Fonte:[1][2]

- Dove non indicata la nazionalità si intende pilota spagnolo.

| Anno | 350cc             | 500cc                    |
| ---- | ----------------- | ------------------------ |
| 1915 | Rodrigo Díaz      | Rodolfo Cardenal         |
| Anno | Motocicletas      | Motocicletas con sidecar |
| 1916 | Florencio Fuentes | Miguel Lliviriá          |
| 1917 | Luis Coppel       | Miguel Lliviriá          |
| 1919 | Román Uribesalgo  | Miguel Lliviriá          |
| 1924 | Ignasi Macaya     |                          |
| 1925 | Zacarías Mateos   | Vicente Naure            |
| 1926 | Laureano Gonzalez | Vicente Naure            |
| 1927 | Laureano González |                          |

| Anno | 100cc             | 125cc                 | 250cc           | 350cc                      | 500cc                      | + 500cc      |
| ---- | ----------------- | --------------------- | --------------- | -------------------------- | -------------------------- | ------------ |
| 1930 |                   |                       | Joan Ballarda   | Manuel Alegre              | Ignacio Faura              |              |
| 1931 |                   |                       | Ignacio Faura   | Frederic Viñals            | Fernando Aranda            |              |
| 1932 |                   |                       | Antoni Moixó    |                            | Fernando Aranda            |              |
| 1933 |                   |                       | Tony            | Ernest Vidal               | Ernest Vidal               |              |
| 1934 |                   |                       |                 | Fernando Aranda            | Fernando Aranda            |              |
| 1935 |                   |                       | Antoni Moixó    | Joan Gil                   |                            |              |
| 1940 |                   |                       |                 |                            |                            | Ernest Vidal |
| 1941 |                   |                       |                 | José Miguel Llunda         | Joan Jover                 | Ernest Vidal |
| 1942 |                   |                       |                 |                            |                            | Ernest Vidal |
| 1943 |                   |                       |                 |                            |                            | Ernest Vidal |
| 1944 |                   |                       |                 |                            |                            | Ernest Vidal |
| 1945 |                   |                       |                 | Joan Gil                   |                            | Ernest Vidal |
| 1946 | Andreu Bresca     | Joan Soler Bultó      | Ignacio Faura   | Joan Gil                   |                            |              |
| 1947 |                   | Guillem Cavestany     | Roviralta       | Joan Gil                   |                            |              |
| 1948 |                   | Leopoldo Milá         | Paco Bultó      | Santiago López Sert        |                            |              |
| 1949 | Arturo Elizalde   | Alfonso Milá          |                 | Xabier Ortueta             | Xabier Ortueta             |              |
| 1950 | Guillem Cavestany | Joan Soler Bultó      | Fernando Aranda | Xabier Ortueta             |                            |              |
| 1951 |                   | Luciano Gómez         |                 | Xabier Ortueta             | Xabier Ortueta             |              |
| 1952 |                   | José Antonio Elizalde |                 | Juan Insa                  | Juan Lem                   |              |
| 1953 |                   | Joan Bertrand         |                 | Xabier Ortueta             | Xabier Ortueta             |              |
| 1954 |                   | Juan Atorrasagasti    |                 | Francisco Gonzalez Sanchis | Francisco Gonzalez Sanchis |              |
| 1955 |                   | Juan Atorrasagasti    |                 | Alfredo Flores             | Francisco Gonzalez Sanchis |              |
| 1956 |                   | Gabriel Corsin        |                 | Francisco Gonzalez Sanchis | Francisco Gonzalez Sanchis |              |
| 1957 |                   | Jesús Ferrero         | Ignasi Sagnier  | Alfredo Flores             | Francisco Gonzalez Sanchis |              |
| 1958 |                   | Jesús Ferrero         |                 | Alfredo Flores             | Francisco Gonzalez Sanchis |              |
| 1959 | Pere Pi           | Jesús Ferrero         | José Mª Rodá    |                            | Francisco Gonzalez Sanchis |              |
| 1960 |                   | Jesús Ferrero         |                 |                            | Francisco Gonzalez Sanchis |              |

| Anno | 50cc                | 125cc                      | 250cc               |
| ---- | ------------------- | -------------------------- | ------------------- |
| 1961 |                     | Francisco Gonzalez Sanchis |                     |
| 1962 |                     | Ramón Torras               |                     |
| 1963 |                     | Paco Gonzalez jr.          | José María Busquets |
| 1964 |                     | Ramón Torras               | Ramón Torras        |
| 1965 |                     | José Medrano               | José Medrano        |
| 1966 | José María Busquets | José María Busquets        | Ramiro Blanco       |
| 1967 | Ángel Nieto         | Ángel Nieto                | Santiago Herrero    |
| 1968 |                     | Ángel Nieto                | Santiago Herrero    |
| 1969 |                     | Ángel Nieto                | Carlos Giró         |
| 1970 | Ángel Nieto         | José Medrano               | José Medrano        |
| 1971 | Ángel Nieto         | Ángel Nieto                | Ángel Nieto         |
| 1972 | Ángel Nieto         | Ángel Nieto                | Ángel Nieto         |
| 1973 | Benjamín Grau       | Ángel Nieto                | Ángel Nieto         |
| 1974 | Benjamín Grau       | Ángel Nieto                | Ángel Nieto         |

| Anno | 50cc           | 125cc         | 250cc         | 500cc              | 750cc         |
| ---- | -------------- | ------------- | ------------- | ------------------ | ------------- |
| 1975 | Benjamín Grau  | Ángel Nieto   | Ángel Nieto   |                    | Benjamín Grau |
| 1976 | Ángel Nieto    | Ángel Nieto   | Benjamín Grau |                    | Benjamín Grau |
| 1977 | Ricardo Tormo  | Ángel Nieto   | Benjamín Grau |                    | Benjamín Grau |
| 1978 | Ricardo Tormo  | Ángel Nieto   | Benjamín Grau |                    | Víctor Palomo |
| 1979 | Ricardo Tormo  | Ricardo Tormo | Benjamín Grau |                    | Benjamín Grau |
| 1980 | Ricardo Tormo  | Ricardo Tormo | Ángel Nieto   | Carlos Morante     |               |
| 1981 | Jorge Martínez | Ricardo Tormo | Ángel Nieto   | Antonio García     |               |
| 1982 | Jorge Martínez | Pedro Cegarra | Carlos Cardús | Andrés Pérez Rubio |               |

| Anno | 80cc           | 125cc                | 250cc         | 500cc              |
| ---- | -------------- | -------------------- | ------------- | ------------------ |
| 1983 | Jorge Martínez | Ricardo Tormo        | Carlos Cardús | Francisco Rico     |
| 1984 | Jorge Martínez | Daniel Mateos        | Juan Garriga  | Carlos Morante     |
| 1985 | Jorge Martínez |                      | Eduardo Cots  | Andrés Pérez Rubio |
| 1986 | Jorge Martínez | Andrés Sánchez Marín | Sito Pons     | Juan Garriga       |

| Anno | 80cc            | 125cc                | 250cc          | Supersport        | Superbike         |
| ---- | --------------- | -------------------- | -------------- | ----------------- | ----------------- |
| 1987 | Manuel Herreros | Andrés Sánchez Marín | Juan Garriga   |                   | Antonio García    |
| 1988 | Jorge Martínez  | Jorge Martínez       | Alberto Puig   |                   | Josep Voltá       |
| 1989 | Jorge Martínez  | Manuel Hernández     | Manuel Martín  |                   | Herri Torrontegui |
| 1990 |                 | Jorge Martínez       | Jorge Martínez |                   | Daniel Amatriaín  |
| 1991 |                 | Carlos Giró Sentís   | Ferran Mas     | Luis d'Antín      | Juan López Mella  |
| 1992 |                 | Carlos Giró Sentís   | Luis d'Antín   | Luis d'Antín      | Juan López Mella  |
| 1993 |                 | Dirk Raudies         | Luis d'Antín   | Pere Riba         |                   |
| 1994 |                 | Jorge Martínez       | Luis d'Antín   | Gregorio Lavilla  |                   |
| 1995 |                 | Emilio Alzamora      | Carlos Checa   | Idalio Gavira     |                   |
| 1996 |                 | David García         | Miguel Tey     | Pere Riba         |                   |
| 1997 |                 | Álvaro Molina        |                | Herri Torrontegui |                   |

| Anno | 125GP               | Supersport           | Fórmula Extreme     | 250GP                    |
| ---- | ------------------- | -------------------- | ------------------- | ------------------------ |
| 1998 | Fonsi Nieto         | José Oriol Fernández |                     | José Luis Cardoso        |
| 1999 | Jerónimo Vidal      | Javier Rodríguez     |                     | Fonsi Nieto              |
| 2000 | Joan Olivé          | José Oriol Fernández |                     | Fonsi Nieto              |
| 2001 | Ángel Rodríguez     | José Oriol Fernández |                     | Alex Debón               |
| 2002 | Héctor Barberá      | Javier Del Amor      | Daniel Oliver Bultó | Héctor Faubel            |
| 2003 | Álvaro Bautista     | Iván Silva           | José David de Gea   |                          |
| 2004 | Aleix Espargaró     | Martín Cárdenas      | José Luis Cardoso   |                          |
| 2005 | Mateo Túnez         | Arturo Tizón         | José David de Gea   |                          |
| 2006 | Pol Espargaró       | David Salom          | José David de Gea   |                          |
| Anno | 125GP               | Supersport           | Fórmula Extreme     | Kawasaki Ninja Cup       |
| 2007 | Stefan Bradl        | Paul Gowland         | José David de Gea   | Román Ramos              |
| 2008 | Efrén Vázquez       | Ángel Rodríguez      | Carmelo Morales     | Francisco Javier Oliver  |
| 2009 | Alberto Moncayo     | Kev Coghlan          | Carmelo Morales     | Kyle Smith               |
| 2010 | Maverick Viñales    | Carmelo Morales      | Javier Forés        | Ángel Molero             |
| 2011 | Álex Rins           | Jordi Torres         | Iván Silva          | Adrián Araujo            |
| Anno | Moto3               | Moto2                | Stock Extreme       | Kawasaki Ninja Cup       |
| 2012 | Álex Márquez        | Jordi Torres         | Carmelo Morales     | Julio David Palao        |
| 2013 | Fabio Quartararo    | Román Ramos          | Javier Forés        | Alexander Mateos         |
| Anno | Moto3               | Moto2                | Superbike           | Kawasaki Z Cup           |
| 2014 | Fabio Quartararo    | Jesko Raffin         | Kenny Noyes         | Joan Sardanyons Colomina |
| 2015 | Nicolò Bulega       | Edgar Pons           | Carmelo Morales     | Joan Sardanyons Colomina |
| 2016 | Lorenzo Dalla Porta | Steven Odendaal      | Carmelo Morales     | Marc Cortell             |
| Anno | Moto3               | Moto2                | European Talent Cup | Kawasaki Z Cup           |
| 2017 | Dennis Foggia       | Eric Granado         | Manuel González     | Raúl Martínez            |
| 2018 | Raúl Fernández      | Jesko Raffin         | Xavier Artigas      | Abian Angel Santana      |

| Anno | Moto3          | Moto2           | European Talent Cup |
| ---- | -------------- | --------------- | ------------------- |
| 2019 | Jeremy Alcoba  | Edgar Pons      | Izan Guevara        |
| 2020 | Izan Guevara   | Yari Montella   | David Alonso        |
| 2021 | Daniel Holgado | Fermín Aldeguer | Máximo Quiles       |

- A partire dal 2022 le categorie valide per il campionato europeo, seppur disputatesi prevalentemente in territorio iberico, sono gestite direttamente dalla federazione internazionale. RFME organizza altri campionati minori a valore esclusivamente nazionale.[12]
- La classe Stock, disputatasi nelle stagioni precedenti in concomitanza della Moto2 (con una classifica a parte), dal 2023 diventa una categoria a sé stante con un proprio calendario differente.[13]

| Anno | Junior GP          | Moto2          | Stock       | European Talent Cup |
| ---- | ------------------ | -------------- | ----------- | ------------------- |
| 2022 | José Antonio Rueda | Lukas Tulovic  | -           | Guido Pini          |
| 2023 | Ángel Piqueras     | Senna Agius    | Dani Muñoz  | Máximo Quiles       |
| 2024 | Álvaro Carpe       | Roberto García | Mario Mayor | Carlos Cano         |